# Castell de Compiègne
El castell de Compiègne és una antiga residència reial situada a Compiègne a l'Oise (Picardia, França).
Construït per a Lluís XV i restaurat per Napoleó, Compiègne era una de les tres seus del govern reial, els altres que eren Versalles i Fontainebleau.
Fins i tot abans que el castell actual es construís, Compiègne ja era la residència d'estiu preferida per als monarques de França, principalment per caçar, donat la seva proximitat al bosc. La primera residència reial fou construïa el 1374 per a Carles V i una processó llarga de successors el visitaren i modificaren. Només Lluís XIV el va visitar fins a 75 vegades.